# Grand Prix Gazipaşa
Grand Prix Gazipaşa – jednodniowy wyścig kolarski rozgrywany corocznie od 2018 w okolicach tureckiego miasta Gazipaşa.
Od początku istnienia należy do cyklu UCI Europe Tour, w którym posiada kategorię 1.2.
Odbywa się również kobiecy wyścig o tej samej nazwie.

## Zwycięzcy
Opracowano na podstawie:
| Rok  | Pierwsze           | Drugie            | Trzecie          |
| ---- | ------------------ | ----------------- | ---------------- |
| 2019 | Branisłau Samojłau | Gian Friesecke    | Márton Dina      |
| 2020 | Mamyr Stasz        | Jauhienij Karalok | Alan Banaszek    |
| 2021 | Raman Ciszkou      | Mamyr Stasz       | Alan Banaszek    |
| 2022 | Onur Balkan        | Irwandie Lakasek  | Jewgienij Gidicz |